# Guylian

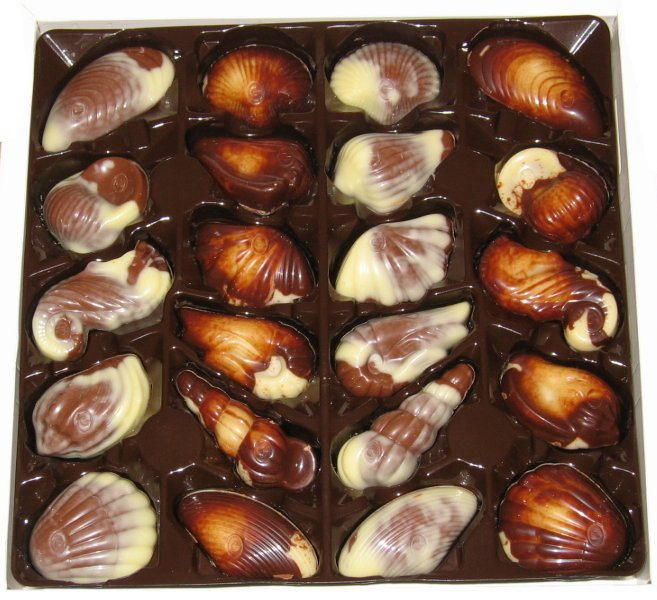
Pralinky plody moře

Guylian je belgický výrobce čokolády. Společnost založili ve městě Sint-Niklaas manželé Guy a Liliane Foubertovi a její název vytvořili spojením svých křestních jmen. Absolvent cukrářské školy v Antverpách Guy Foubert zahájil výrobu sladkostí v roce 1958 a značku Guylian si nechal zaregistrovat v roce 1960.
Nejznámějším výrobkem jsou pralinky, které mají podobu mořských plodů, v logu firmy je proto vyobrazen koníček mořský. Mušle se vyznačují lesklým mramorovaným povrchem, vznikajícím spojením bílé a tmavé čokolády. Vedle původní náplně z lískových oříšků uvedla firma na trh i pralinky plněné krémem s kávovou, karamelovou, vanilkovou nebo jahodovou příchutí. Guylian vyrábí také čokoládové lanýže, nugátové bonbony a ovoce v čokoládové polevě. Denně produkuje čokoládovna v Sint-Niklaas okolo 75 tun čokoládových bonbónů. Vyváží je do 120 zemí a za kvalitu získala tři hvězdy Superior Taste Award. Od roku 2003 provozuje také síť firemních kaváren.
V roce 2005 se zapsala do Guinnessovy knihy rekordů, když vytvořila čokoládové velikonoční vejce vysoké 8,32 m a těžké 1 950 kg.
Firma je hlavním sponzorem organizace na ochranu mořské fauny Project Seahorse. Usiluje o šetrnost k životnímu prostředí a férové podmínky pro pěstitele kakaovníku v rozvojových zemích. V roce 2018 přestala používat k výrobě palmový olej.
Od roku 2008 je Guylian součástí jihokorejské Lotte Corporation.